# Gens Atia
La gens Atia (en latín, gens Attia) fue una familia plebeya en la Antigua Roma que podría ser idéntica a la gens Acia (a veces deletreados también con una doble t). La gens es conocida principalmente por dos individuos del mismo nombre: Publio Atio Atimeto, un médico de Augusto, y otro médico que probablemente vivió más tarde, durante el siglo I, y puede haber sido hijo del primero.

## Miembros
- Atio Labeón.— Poeta romano, autor de una traducción de los poemas de Homero que se ha perdido.[2]
- Publio Atio Atimeto.— Médico de Augusto.
- Publio Atio Atimeto.— Médico del siglo I.[3]
- Sexto Atio Suburano.— Prefecto del pretorio y cónsul en el año 104.